# Hof, Vestfold
Hof là một đô thị ở hạt Vestfold, Na Uy. Trung tâm hành chính của đô thị này là làng của Hof. Đô thị Hof được thành lập ngày 1 tháng 1 năm 1838 (xem formannskapsdistrikt). Hof đã có 3.031 cư dân của tại thời điểm ngày 01 tháng 1 năm 2002.
Đô thị (ban đầu là một giáo khu) được đặt tên theo nông Hof cũ (tiếng Norse cổ: Hof), do nhà thờ đầu tiên được xây dựng ở đây. Cái tên trùng với từ Hof có nghĩa là "ngôi đền ngoại đạo (đối với các vị thần Bắc Âu)".
Huy hiệu có từ thời hiện đại, được cấp vào ngày 17 tháng 7 năm 1992. Nó được thiết kế bởi Geir Helgen từ Buskerud.
Đô thị của Hof có diện tích 164 cây số vuông (63 sq mi), trong đó có 140 km vuông (54 dặm vuông) là đất, 17,9 km ² (6,9 mi ²) là đất nông nghiệp và 125,1 km vuông (48,3 sq mi) là rừng. Đô thị này bao gồm ba giáo xứ của Hof, Eidsfoss, và Sundbyfoss. Điểm cao nhất Vestfold, Skibergfjell, nằm ở phần phía bắc của đô thị Hof, gần Eidsfoss. Skibergfjell cao 632 mét (2.073 ft). 
Holmestrand (trợ giúp · thông tin) là một thành phố và đô thị ở Vestfold quận, Na Uy. Trung tâm hành chính của đô thị là thành phố của Holmestrad. Thành phố được thành lập như là một đô thị ngày 1 tháng 1 năm 1838 (xem formannskapsdistrikt). Đô thị giáp ranh Botne được sáp nhập vào đô thị Holmestrand ngày 1 tháng 1 năm 1964. 